# Mayanaea caudata
Mayanaea es un género monotípico de plantas con flores perteneciente a la familia Violaceae. Su única especie es:  Mayanaea caudata (Lundell) Lundell.

## Taxonomía
Hybanthus enneaspermus fue descrita por (Lundell) Lundell y publicado en Wrightia 5(3): 59, en el año 1974.
sinonimia
- Orthion caudatum Lundell basónimo[2]